# Waschhaus (Fontaine Rousselette)

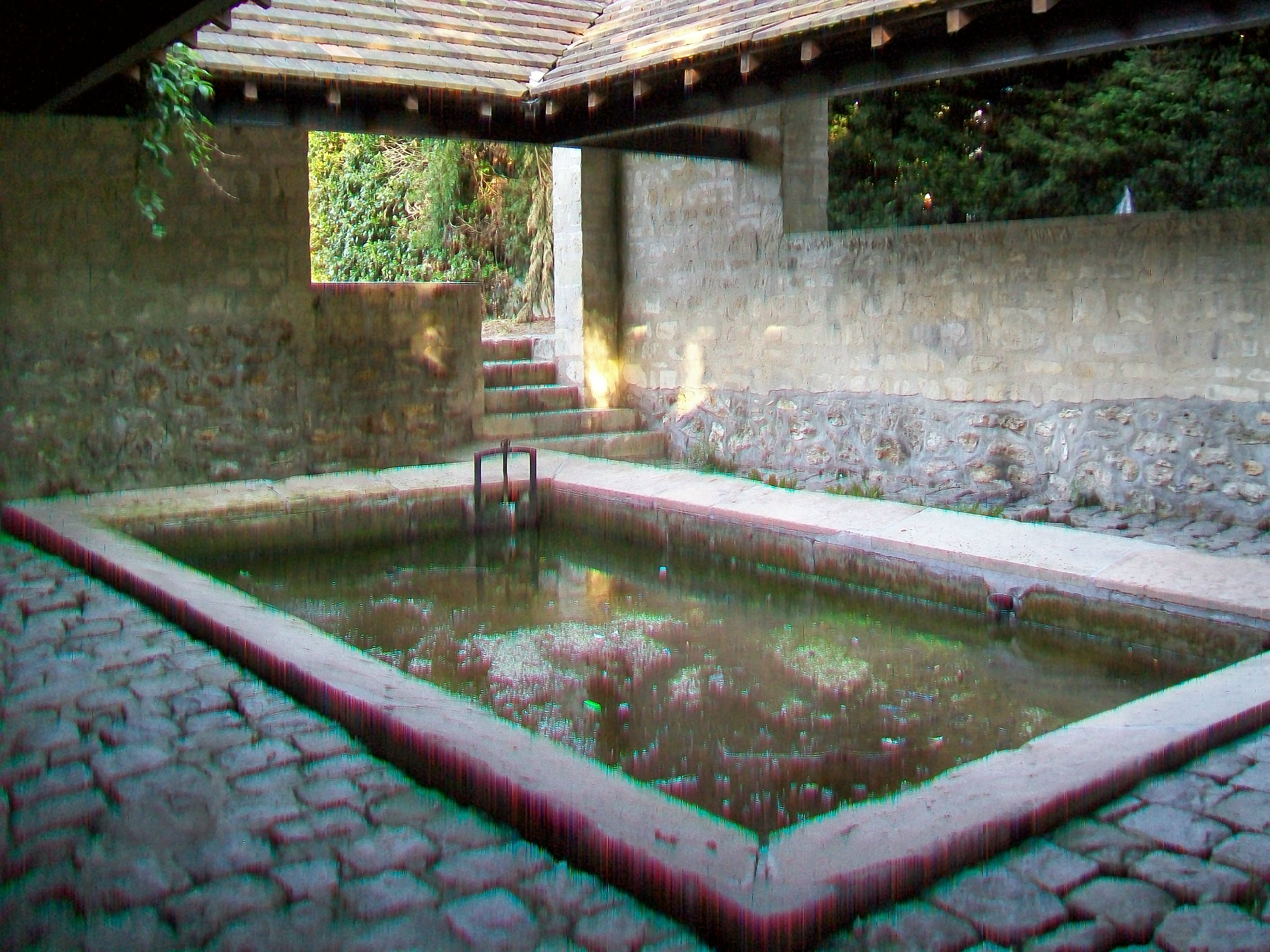
Waschhaus in Cergy

Das Waschhaus der fontaine Rousselette (französisch lavoir für Waschhaus und fontaine für Brunnen) in Cergy, einer französischen Gemeinde im Département Val-d’Oise in der Region Île-de-France, wurde 1870 errichtet. Das öffentliche Waschhaus steht am Sentier de la Rousselette. 
Das Waschhaus, das von einem Brunnen mit Wasser versorgt wird, wurde bis in die 1950er Jahre genutzt und in den 1990er Jahren renoviert, da es als petit patrimoine betrachtet wird (siehe Definition bei Monument historique).